# Borsspray
A borsspray önvédelmi eszköz. Pici aeroszolflakon, amelyben nagy nyomás uralkodik, és a benne lévő töltetet hajtógáz segítségével juttatja ki, az eredmény erősen irritáló anyag. Hatóanyaga megegyezik a paprikasprayével (OC) , a borsspray kifejezés félrefordításból ered, mert az angol "pepper spray"-t lehet borsnak és paprikának is nevezni. Erőspaprika és bors növényi kivonatából készült. 
Hatásai:
- erős könnyezés,
- égető érzés az arcon és a szemben,
- nehézlégzés.

Azonnal blokkol minden emberi és állati eredetű támadást.
A hatóanyagát töltik még gáztöltényekbe is.
Van FOG (terítő) és JET (sugár) szórófejjel is.

## Külső hivatkozás
- Borsspray kinézet